# Ariranha do Ivaí
Ariranha do Ivaí ist ein brasilianisches Munizip in der Mitte des Bundesstaats Paraná. Es hat 2329 Einwohner (2022), die sich Ariranhenser do Ivaí nennen. Seine Fläche beträgt 240 km². Es liegt 750 Meter über dem Meeresspiegel.

## Etymologie
Es wird vermutet, dass der Name Ariranha auf den Ribeirão Ariranha zurückzuführen ist. Dieser Bach ist ein natürlicher Lebensraum für Riesenotter (portugiesisch: ariranha), die in großer Zahl an seinen Ufern leben.

## Geschichte

### Besiedlung
Von 1940 bis 1960 lautete der erste Name Arroio Bonito da Fazenda Ubá. Nach der Erschließung wies das Unternehmen Ubá ein Gebiet für die Stadt aus, dem es den Namen Ariranha gab.
Die ersten Einwohner waren hauptsächlich Nachkommen von Ukrainern und Polen. Sie waren überwiegend katholisch. Die ursprüngliche Kapelle in Arroio Bonito wurde in das Dorf verlegt und erhielt den Namen „Nossa Senhora do Rosário“ (deutsch: Unsere Liebe Frau vom Rosenkranz). Deren Fest wird am 7. Oktober gefeiert. Der Name wurde auch bei der Gründung des Gerichtsbezirks Ariranha im Jahr 1967 beibehalten, ebenso wie bei der Gründung der Pfarrei.

### Erhebung zum Munizip
Ariranha do Ivaí wurde durch das Staatsgesetz Nr. 11257 vom 21. Dezember 1995 aus Ivaiporã ausgegliedert und in den Rang eines Munizips erhoben. Es wurde am 1. Januar 1997 als Munizip installiert.

## Geografie

### Fläche und Lage
Ariranha do Ivaí liegt auf dem Terceiro Planalto Paranaense (der Dritten oder Guarapuava-Hochebene von Paraná). Seine Fläche beträgt 240 km². Es liegt auf einer Höhe von 750 Metern.

### Geologie und Böden
Die Böden bestehen aus Terra Roxa, die bis zur Besiedlung mit tropischem Urwald bedeckt war.

### Vegetation
Das Biom von Ariranha do Ivaí ist Mata Atlântica.

### Klima
Das Klima ist gemäßigt warm. Es werden hohe Niederschlagsmengen verzeichnet (1848 mm pro Jahr). Die Klimaklassifikation nach Köppen und Geiger lautet Cfa. Im Jahresdurchschnitt liegt die Temperatur bei 19,6 °C.

### Gewässer
Ariranha do Ivaí liegt im Einzugsgebiet des Ivaí, der die östliche Grenze des Munizips markiert. Als linker Ivaí-Nebenfluss fließt der Rio Azul von West nach Ost durch das Munizip, wobei er streckenweise die nördliche Munizipgrenze darstellt.

### Straßen
Ariranha do Ivaí ist über die PR-848 mit der PRC-466 verbunden, über die man im Norden Ivaiporã und Manoel Ribas im Süden erreicht.

### Nachbarmunizipien
|              | Ivaiporã                                    |                    |
|              | Kompassrose, die auf Nachbargemeinden zeigt | Rio Branco do Ivaí |
| Manoel Ribas |                                             | Cândido de Abreu   |

## Stadtverwaltung
Bürgermeister: Thiago Epifanio da Silva, PSC (2021–2024)
Vizebürgermeister: Sebastião Derneis, PSC (2021–2024)

## Demografie

### Bevölkerungsentwicklung
| Jahr | Einwohner | Stadt | Land |
| ---- | --------- | ----- | ---- |
| 2000 | 2.883     | 24 %  | 76 % |
| 2010 | 2.453     | 37 %  | 63 % |
| 2022 | 2.329     |       |      |

Quelle: IBGE (2011) und Volkszählung 2022

### Ethnische Zusammensetzung
| Gruppe * | 2000    | 2010    | wer sich als …                                                                   |
| --- | ------- | ------- | -------------------------------------------------------------------------------- |
| Weiße | 69,0 %  | 57,8 %  | weiß bezeichnet                                                                  |
| Schwarze | 5,4 %   | 0,5 %   | schwarz bezeichnet                                                               |
| Gelbe | 0,2 %   | 0,5 %   | von fernöstlicher Herkunft wie japanisch, chinesisch, koreanisch etc. bezeichnet |
| Braune | 25,3 %  | 41,1 %  | braun oder als Mischung aus mehreren Gruppen bezeichnet                          |
| Indigene | 0,0 %   | 0,1 %   | Ureinwohner oder Indio bezeichnet                                                |
| ohne Angabe | 0,0 %   | 0,0 %   |                                                                                  |
| Gesamt | 100,0 % | 100,0 % |                                                                                  |
| *) Das IBGE verwendet für Volkszählungen ausschließlich diese fünf Gruppen. Es verzichtet bewusst auf Erläuterungen. Die Zugehörigkeit wird vom Einwohner selbst festgelegt. |         |         |                                                                                  |

Quelle: IBGE (Stand: 1991, 2000 und 2010)